# ميليسا هاثاواي
ميليسا هاثاواي (بالإنجليزية: Melissa Hathaway)‏ هي موظفة مدنية أمريكية، ولدت في 10 نوفمبر 1968.